# Вілья місерія

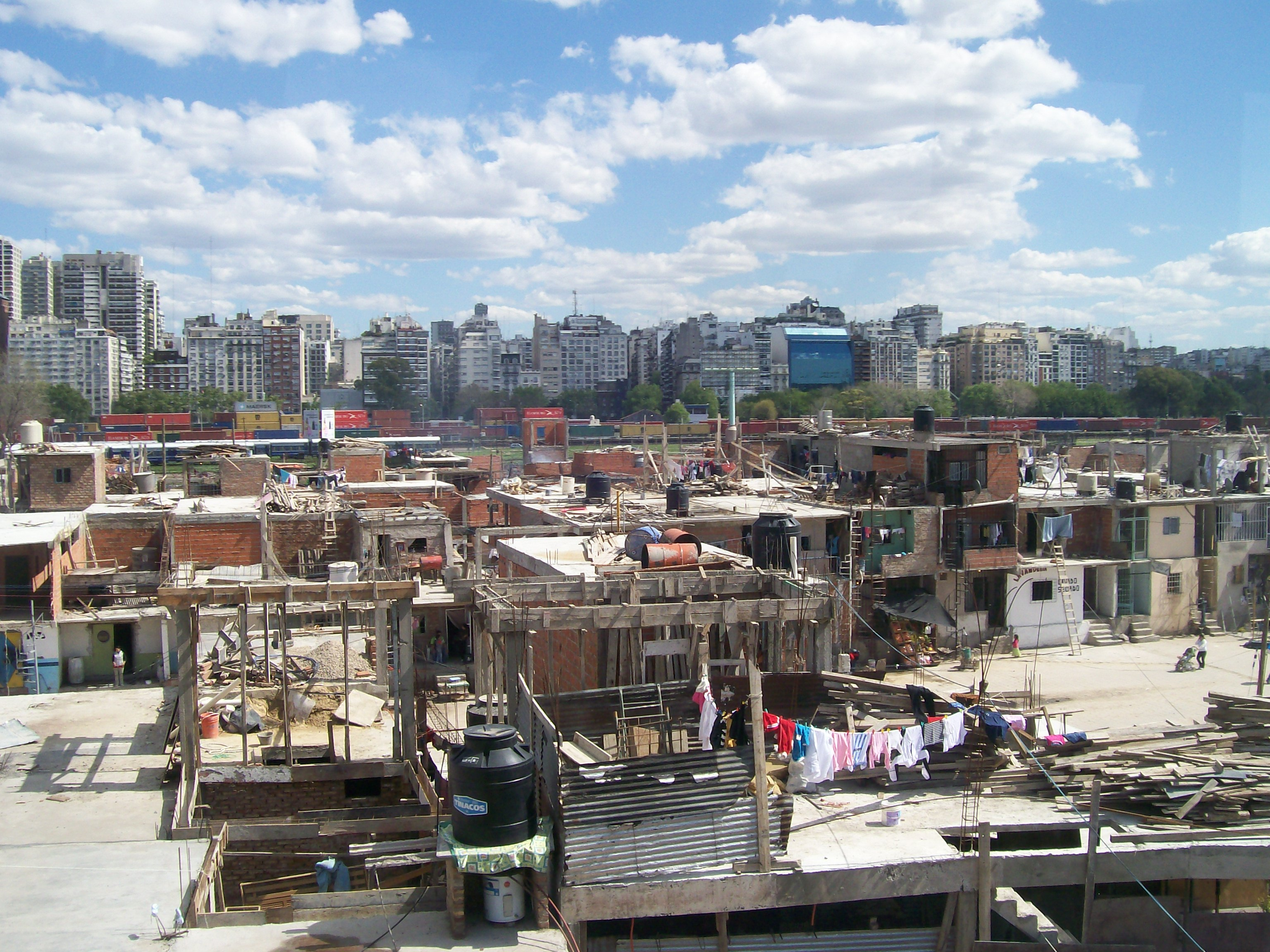
Вілья 31 у Буенос-Айресі

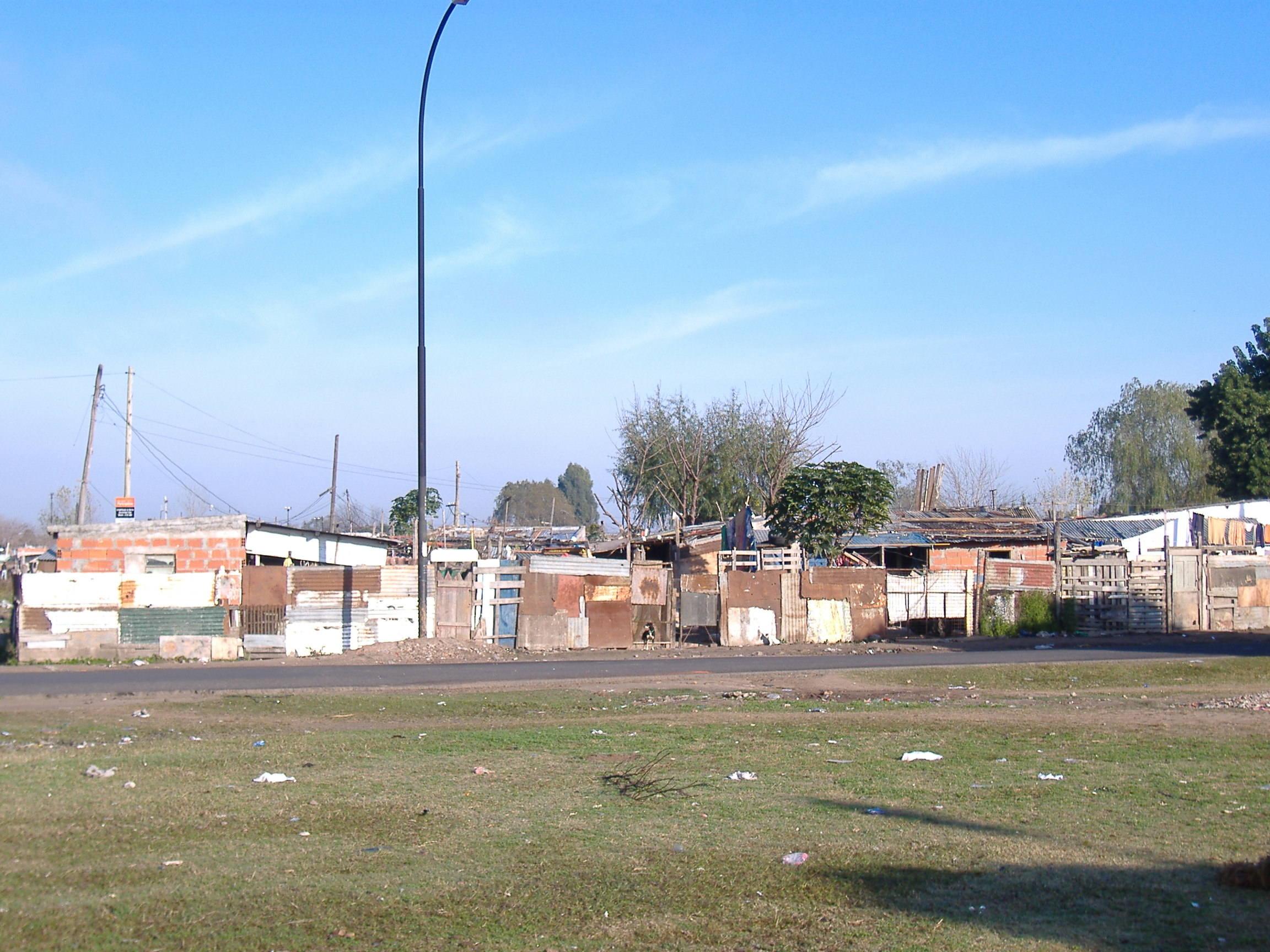
Вілья місерія в Росаріо

Ві́лья місері́я (ісп. Villa miseria, букв. «місто злиднів»; мн. вільяс місерія), віжа місерія або просто вілья (ісп. villa) — загальна назва неформальних поселень і нетрів в Аргентині, що характеризуються високою щільністю заселення і тимчасовістю жител. Назва прийшла з роману Бернардо Вербицькі «Вілья Місерія — теж Америка» (ісп. Villa Miseria también es América, 1957), в якому він описує важкі умови переселенців за часів «безславної декади». Жителів цих поселень називають «вільєро» (ісп. villero). За різних урядів, як цивільних так і військових, влада намагалася радикально вирішити проблему, з певним успіхом зносячи вільї і замінюючи їх житлом іншого типу.
Ці поселення являють собою сараї й хатини, зроблені з бляхи, деревини та інших підручних матеріалів. Вулиці в них вузькі, немощені. Санітарні умови відсутні, хоча водопровід іноді буває. Електроенергія відбирається нелегально, але енергокомпанії часто на це не зважають. Вільї іноді складаються з невеликих груп будинків усередині великого міста, але також бувають великі спільноти до тисячі жителів. У сільськогосподарських районах вільї будують із глини й деревини. Вільї можна зустріти на околицях Буенос-Айреса, в Росаріо, Кордові, Мендосі тощо.
Вільї складаються з місцевого населення, нездатного звести кінці з кінцями, але переважно тут живуть онуки і правнуки першопоселенців. Вважається, що вілью населяють дрібні злочинці, злодії, наркоторговці.
1966 року проведено вибіркове обстеження, за даними якого у жителів Вільї Лас-Антенас — вихідців із провінції Ла-Ріоха, рівень життя був вищим, ніж на колишньому місці. Перш за все, це стосувалося якості харчування, регулярності грошових доходів, одягу. Гіршими були житлові умови — тіснота, відсутність зручностей і ненадійність житлових конструкцій.
Художник Антоніо Берні, попрацювавши фотокореспондентом у таких нетрях, зобразив їх у багатьох своїх роботах, найвідомішими серед яких стали серії «Хуаніто Лагуна» (ісп. Juanito Laguna) і «Рамона Монтьєль» (ісп. Ramona Montiel).